# 馬婭·貝雷佐夫斯卡

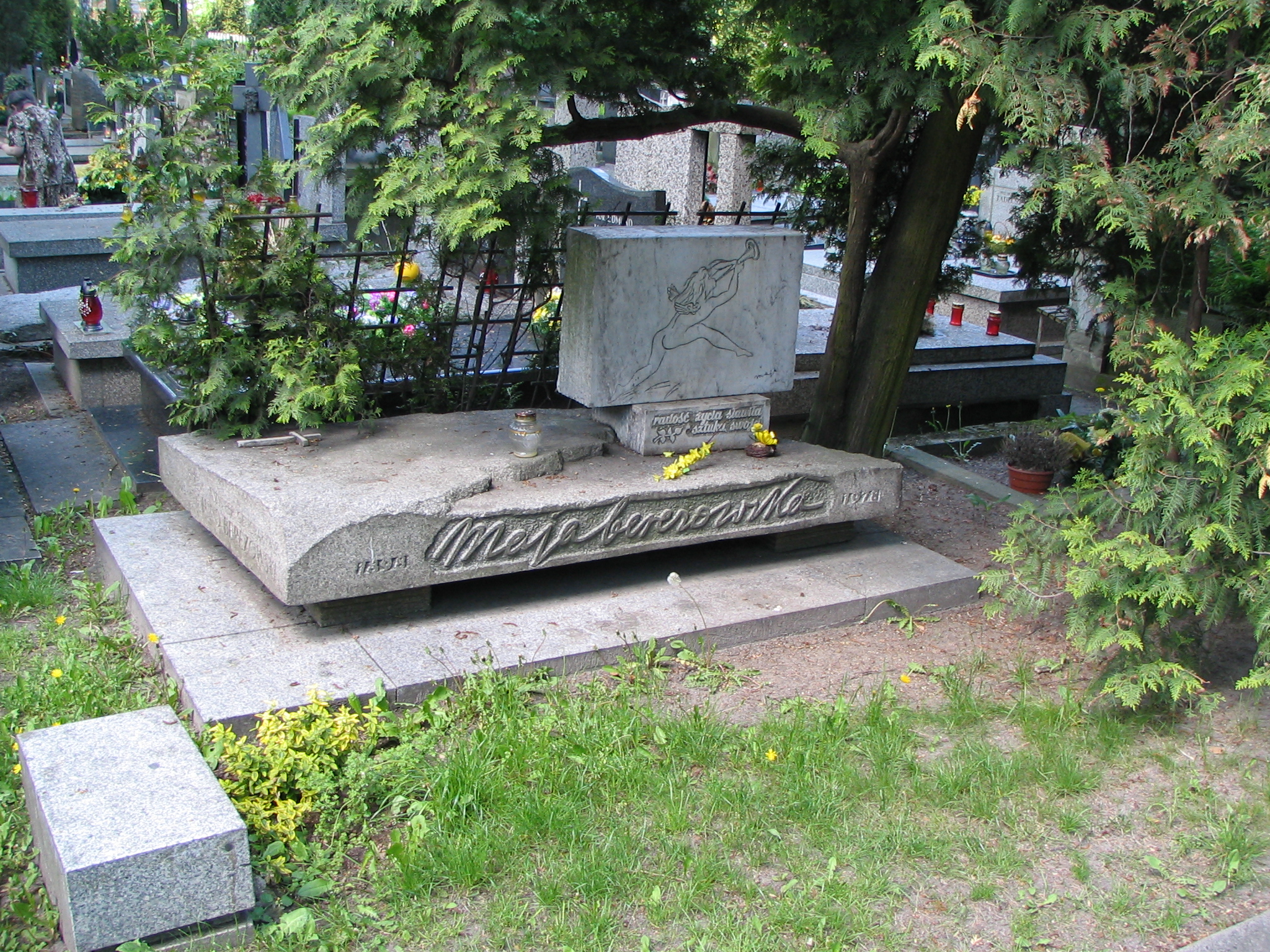
貝雷佐夫斯卡之墓

玛雅·贝雷佐夫斯卡（波蘭語：Maja Berezowska；1892年或1893年4月13日—1978年5月31日），化名迪托（波蘭語：Ditto），波兰画家。

## 備注
1. ↑  貝雷佐夫斯卡的大部分文件都表明她的出生日期是1898年4月13日，她的墓碑上也有這樣的記載。在德國佔領期間，檔案中輸入的日期是1893年，而在她在老年（1975年）到過的青光眼診所的患者卡中寫的出生年份卻是1892年